# 穆斯塔法·卡瓦克比安
穆斯塔法·卡瓦克比安（1963年3月18日—），伊朗改良主义政治家，曾于2016至2020年及2008至2012年期間是伊朗议会議員。

## 政治生涯
卡瓦克比安于2000年创建民主党并担任其党魁。2013年1月25日，民主党提名卡瓦克比安为2013年6月举行的总统选举的候选人。
2013年4月25日，其在库姆举行新闻发布会，对即将举行的总统选举发表看法。当时其已登记参加选举，但其竞选资格被宪法监护委员会取消。后来他在选举中支持穆罕默德·礼萨·阿里夫。